# 卡娜赫拉
卡娜赫拉（1985年8月7日—），日本插畫家、漫畫家。出身於愛媛縣宇和島市吉田町。O型血。愛媛縣立松山南高等學校砥部分校設計科畢業。

## 概要
卡娜赫拉以自己製作的壁紙，而成為全國女中學生和女高中生的熱門話題，並於2003年在《Seventeen》（集英社）作為「活躍的女高中生插畫家」，從而發跡。
其作品主要以數位方式創作，活躍於插畫和漫畫以及行動內容和人物設計等領域。
由於其代表性作品「卡娜赫拉的小動物們」當中知名角色「粉紅兔兔」最為出名，因此不少人誤以為「卡娜赫拉」是粉紅兔兔的名字。

## 簡歷
- 2002年：高中時期以現有動畫和漫畫人物進行戲仿製作手機待機圖像。並將其特有的繪畫風格稱為「卡娜赫拉繪畫」，獲得日本年輕人（以學生居多）的喜愛[a]。
- 2003年：首度亮相於《Seventeen》（集英社）。在該雜誌上連載作品6年，並出版3本插圖畫冊。
- 2008年：開始在《Ribon》（集英社）連載漫畫。
- 2012年：為行動應用程式CocoPPa（聯合株式會社（日语：ユナイテッド (インターネット企業)））製作桌布素材[b]。目前已超過200萬追隨者提供桌布插圖。
- 2014年：在競爭激烈的「LINE個人原創貼圖競賽」競賽中，從25000位以上的競爭者中脫穎而出。8個卡娜赫拉作品中有5個位居榜首，而其代表系列作《卡娜赫拉的P助&粉紅兔兔》贏得過半獎項。《卡娜赫拉的小動物》後與東京電視台通訊（日语：テレビ東京コミュニケーションズ）簽訂獨佔契約，開始於海內外傳播。

## 人物
- 卡娜赫拉因為名字大部分被認為是男性，其實是個女性。
- 於出現在活動和簽名會等公眾場合亮相時，會配戴標誌性的長頸鹿面具。不肯露出真面目的原因如下。（摘自部落格）
  - 她在少女時期就遭到跟蹤和騷擾，有鑑於自己的真面目和身分等隱私都曝光的話，可能會對她的家人和周圍的人造成傷害。
  - 患有對人恐懼症。
- 小學時期曾經參加勇者鬥惡龍4格漫畫劇場（日语：4コママンガ劇場）。
- 有一次去樂器店買烏克麗麗時偶然遇到了高木布（日语：高木ブー），並教她如何彈奏烏克麗麗。
- 現任丈夫為同學「水獺先生（カワウソ氏）」。
- 2007年第一個兒子出生。2010年第二個兒子出生。並買下屋齡200餘年的私人舊宅，改建後做為居所。2017年9月，第三個兒子出生。
- 她於公開宣布懷上第一個孩子時在部落格上報道稱，因前期子宮頸癌（可能是高度不典型增生）接受了圓錐手術。
- 家裡養有一隻寵物八齒鼠（英语：Common degu）。
- 叔叔山口圭二（日语：山口圭二）是一名CG動畫師，曾任職於光影魔幻工業，並參與《變形金剛》和《復仇者聯盟》系列電影的製作。

## 作品列表

### 著書
- （集英社，2005年7月15日）
- （集英社，2006年12月15日）
- （集英社，2008年5月23日）
- （集英社，2008年—2010年，全2冊）
- [4]（集英社，《Ribon》2011年10月號—2016年4月號，〈Ribon Mascot Comics（日语：りぼんマスコットコミックス）〉，全4冊）
  1. 2013年3月15日發行[5] ISBN 978-4-08-867261-8
  2. 2014年2月14日發行[6] ISBN 978-4-08-867312-7
  3. 2015年2月13日發行[7] ISBN 978-4-08-867355-4
  4. 2016年6月24日發行[8] ISBN 978-4-08-867421-6
- （玄光社，2014年2月6日發行[9] ISBN 978-4-7683-0496-9）
- （玄光社，2014年6月23日發行[10] ISBN 978-4-7683-0530-0）
- （玄光社，2014年9月30日發行[11] ISBN 978-4-7683-0565-2）
- （玄光社，2015年7月29日發行[12] ISBN 978-4-7683-0641-3）
- [13]（集英社，2016年—2020年，全2冊）
  1. 2020年12月24日發行[14][15]，《Ribon》2016年9月號[16]、11月號、2017年2月號—3月號、5月號、7月號、12月號、2018年2月號—3月號、5月號、7月號、9月號 ISBN 978-4-08-792068-0
    - （無標題）（《Ribon》2017年12月號附錄「」附贈漫畫）
    - 番外篇其1（《Ribon》2014年12月號裝訂成冊別冊超級搞笑節）
    - 番外篇其2（《Ribon Special》2015年1月冬季大增刊號）
    - 番外篇其3（《Ribon Special Macaron》2015年5月春季大增刊號）
    - （新作品）
    - [c]（新作品）
    - （新作品）

  2. 2020年12月24日發行[17][15]，《Ribon》2018年11月號、2019年1月號—2月號、5月號、7月號、9月號、11月號、2020年2月號—3月號、5月號、7月號、9月號[18] ISBN 978-4-08-792069-7
    - （新作品）
    - （新作品）
- （2019年7月25日[19][20] ISBN 978-4-420-31085-7）

### 連載
- Candy Cotton（ASCII Media Works）角色搜尋（2009年—2013年）
- 『s-woman.net mobile』（集英社）育兒隨筆（2009年）
- 我們的時間（集英社，《seventeen》2007年—2009年）
- （集英社，《seventeen》2005年—2007年）
- （集英社，《seventeen》2003年—2005年）

### 角色設計
- 恐怖！殭屍貓（日语：きょーふ!ゾンビ猫）—原創角色
- —三菱東京UFJ銀行LINE貼圖角色設計、插圖製作
- PassMe！Family—株式會社JTB×PayPal智能手機專用外出電子票務服務「PassMe！」角色設計與插圖製作
- 株式會社MEDIASEEK（日语：メディアシーク）飲食支援服務 負責角色設計
- —原創角色
- Candy Cotton—原創角色
- —四國瓦斯（日语：四国ガス）集團 GAS＋SUN  形象角色
- eplus（日语：イープラス）學習活動角色設計（2010年）
- —愛媛縣宇和島市當地節日「宇和島牛鬼節」登場的牛鬼角色化為主題的設計製作（2007年）
- LAFORET原宿 松山春季博覽會形象角色和電視廣告的製作
- 家庭教師的Plus+E 形象角色&新奇商品的插圖製作
- 湯川貓家科最強對決商品—埼玉西武獅與阪神虎聯名商品（2015年）[21]
- 奇米萌 CHIMIMO—角色原案[22]
- 卡那赫拉的小動物 P助&兔兔的小旅行—「P助&兔兔」的智能手機遊戲（2023年）[23]

### 企業貼圖
- 三菱東京UFJ銀行—LINE角色貼圖
- Amazon.com—Amazon波奇×卡娜赫拉LINE聯名貼圖
- 軟銀—白戶家父親×卡娜赫拉LINE聯名貼圖
- LINE—LINE NEWS雜誌創刊紀念LINE聯名貼圖
- 軟銀—白戶家父親×卡娜赫拉LINE聯名貼圖第二彈
- kakao Japan—kakao talk
- 尤里卡—情侶應用程式couples
- LINE—用於創作者貼圖公關活動
- Timers—情侶應用程式pairy、家族應用程式Famm
- VCNC Japan—情侶應用程式Between
- DeNA—免費通話應用程式comm

### 行動應用程式
- BBB—狂風！殭屍貓旋轉回轉壽司！
- 聯合航空—卡娜赫拉行動應用程式系列
  - 體重管理行動應用程式
  - 通訊量檢查行動應用程式
  - SAKUSAKU行動應用程式
  - 鏡像行動應用程式
- LINE Pokopang—LINE Pokopang聯名
- SONY數位娛樂服務—相機PopCam印章製作行動應用程式
- 聯合航空—免費圖示主題應用程式CocoPPa 2000萬次下載紀念活動
- coyomee—裝飾月曆行動應用程式coyomee 月曆觸控製作
- —聯名
- 聯合航空—au Smart Pass與CocoPPa創作者聯名企劃

### 展覽
- Kiddyland大阪梅田店 官方商店開幕展（2015年）
- LOFT FEWMANY 藝術市集展「POP BOX」
- LINE 參與LINEQ功能添加活動
- Ribon（集英社）夏季巡迴簽名會（2013年）
- 澀谷PARCO（日语：渋谷パルコ） 現場油漆攝影展（2005年）
- 津田沼PARCO 現場油漆攝影展（2005年）
- 名古屋PARCO 現場油漆攝影展（2005年）
- LAFORET原宿&松山（日语：ラフォーレ原宿・松山）公關活動角色製作、第二次個人畫展
- LAFORET原宿&松山個人畫展（2004年）
- 松山 GALLERY Live Art「愛媛出身漫畫家原畫展」（2011年2月24日—3月1日）[24]

### 其它
- Animus！（日语：A応Pのあにむす!!）—東京電視台綜藝節目《Animus！》播出改編動畫短片「恐怖！殭屍貓（日语：きょーふ!ゾンビ猫）」
- Daily YAMAZAKI（日语：デイリーヤマザキ）活動第二彈（新奇商品）
- 埼玉西武獅—獅子 公主系列「湯川貓科最強對決商品」插圖製作
- 株式會社華歌爾控股—《Ribon》（2015年6月號）聯名限定漫畫製作
- 集英社兒童圖書首頁S-KIDS.LAND插圖製作
- MINISTOP株式會社、株式會社Cocostore（日语：ココストア）活動（新奇商品）
- 早安攝影棚—東京電視台綜藝節目《早安攝影棚》播出改編動畫短片（集英社，Ribon）
- MINISTOP株式會社、株式會社Cocostore活動第二彈（新奇商品）
- Forbes—美國經濟雜誌Forbes採訪並在網路版上發表文章
- SUNDS dig株式會社—APPARTMENT插圖製作
- Yahoo！株式會社—智能手機版Yahoo！搜尋裝飾主題發佈
- Shachihata株式會社—新年賀卡裝飾用途貼圖的設計製作（2011年—2015年）
- 株式會社Chateraise（日语：シャトレーゼ） 聖誕節倒數月曆包裝製作
- KADOKAWA ASCII Media Works新年賀卡設計製作
- 集英社插畫剪輯（2012年—2014年）
- 東武動物公園（日语：東武動物公園）冬季燈光廣告插圖製作（2013年）
- UNICHARM株式會社—《Ribon》2014年10月號聯名封閉式架構漫畫製作[25]
- 三井住友信用卡株式會社—三井住友VISA信用卡辦卡活動（2014年）
- 株式會社高橋書店（日语：高橋書店）—5次之後就完成了!! 第一次摺紙（新宮文明）插圖製作
- Daily YAMAZAKI活動（新奇商品）（2014年）
- 聯合株式會社（日语：ユナイテッド (インターネット企業)）—智能手機裝飾應用程式CocoPPa與鍵盤應用程式Simeji（日语：Simeji）聯名企劃插圖製作
- 株式會社Hatena—Hatena部落格官方設計主題製作
- 株式會社Zappallas（日语：ザッパラス）—Kanahei監修待機插圖郵件網站開啟
- eplus（日语：イープラス）兒童特集頁面插圖製作
- 愛媛縣聯名商品製作
- MIXI（日语：MIXI）年卡製作（2008年—2012年）
- 《心跳今夜》新裝版（第10冊）頁尾隨筆漫畫末製作（集英社，2012年）
- 株式會社Hatena—任天堂DSi社群網站 翻頁筆記Hatena 我的房間主題製作（2011年）
- Webpo（日本郵便）新年賀卡製作（2010年）
- 集英社《YOU》2010年20號別冊附錄「YOU KIDS」育兒漫畫製作[26]
- HIGH SCORE（日语：HIGH SCORE）（津山千奈美（日语：津山ちなみ））連載15週年紀念特別粉絲書《HIGH SCORE》致敬企劃參與[27]
- 集英社《MORE（日语：MORE (雑誌)）》7月號育兒漫畫（2010年）
- NIFTY（日语：ニフティ）—聯名商品製作（2010年）
- music.jp FULL—裝飾工具製作（2009年）
- Not Only Music 節目開場Sambomaster似顏繪插圖製作
- Seventeen（集英社）企劃中川翔子專訪、漫畫製作
- 萬代萬代Seventeen（集英社）禮品的電子寵物機設計
- FM愛媛（日语：エフエム愛媛）—貼紙、等候圖製作、廣播&現場繪畫（2004年）
- 星之卡比 新星同盟—提供遊戲內插圖（2018年）
- 星之勇者鬥惡龍（日语：星のドラゴンクエスト）—提供遊戲內印章莫加將軍和桃子的設計（2015年）

## 腳註

## 外部連結
- （日語）—卡娜赫拉的官方個人網站。
- （日語）—（攜帶式）卡娜赫拉的官方個人網站。
- （日語）—卡娜赫拉的官方個人部落格。
- （日語）卡娜赫拉的小動物官方情報網站。
- 卡娜赫拉的X（前Twitter） （日語）
- 的X（前Twitter） （日語）
- 的X（前Twitter） （日語）
- 卡娜赫拉的Instagram帳戶 （日語）
- 卡娜赫拉的Instagram帳戶 （日語）
- 卡娜赫拉的Instagram帳戶 （日語）
- 卡娜赫拉的Facebook專頁 （日語）
- 卡娜赫拉的pixiv （日語）